# Black Oak Arkansas
 (février 2018).
Si vous disposez d'ouvrages ou d'articles de référence ou si vous connaissez des sites web de qualité traitant du thème abordé ici, merci de compléter l'article en donnant les références utiles à sa vérifiabilité et en les liant à la section « Notes et références ».
Black Oak Arkansas est un groupe de rock sudiste américain, originaire de Black Oak, dans l’Arkansas. Le groupe atteint son  pic de popularité dans les années 1970 avec dix albums classés dans les meilleures ventes. Leur style musical est caractérisé par la présence de multiples guitaristes et par la voix particulière et l’attitude sur scène de son chanteur, Jim « Dandy » Mangrum.

## Biographie

### The Knowbody Else
Le groupe, au départ connu sous le nom The Knowbody Else, est formé en 1965, à Black Oak, dans l’Arkansas, par Jim « Dandy » Mangrum (chant), Rickie Reynolds (guitare), Stanley Knight (guitare), Harvey Jett (guitare) Pat Daugherty (basse) et Wayne Evans (batterie). Leur premier système d’amplification est volé dans un lycée de la ville et les membres du groupe, même s’ils n’étaient pas présents, sont condamnés pour vol à une peine 26 jours à la Tucker Prison Farm (la sentence est annulée un peu plus tard). Cette affaire amène le groupe à s’exiler dans les collines champêtres du nord-est de l’Arkansas où ils ont redéfini leur style musical. On compte parmi les groupes qui les ont influencé les Beatles et les Byrds.
Les Knowbody Else s’installent à Memphis dans le Tennessee en 1969 où ils signent un contrat avec Stax Records. The Knowbody Else, leur premier et seul album produit par Stax, fait un bide. Au même moment, le groupe s’intéresse à la musique psychédélique et à la philosophie orientale qui, combinées à leur éducation du Sud des États-Unis, ont contribué à l’évolution de leur style.

### Black Oak Arkansas
Après plusieurs séjours à Los Angeles en 1970, le groupe signe chez Atco Records et change de nom pour Black Oak Arkansas. Black Oak Arkansas sort en 1970 alors que le groupe fait énormément de tournées et gagne une bonne réputation de concertistes. En 1972, ils sortent deux albums : Keep the Faith et If An Angel Came to See You, Would You Make Her Feel at Home ; ils gagnent encore en popularité.
En 1973, Black Oak Arkansas sort son quatrième album : Raunch ‘N’ Roll Live et engage un nouveau batteur : Tommy Aldridge. Mais c’est plus tard dans l’année que le groupe rencontre véritablement le succès avec High on the Hog qui arrive à la 52e position du classement Billboard ; c’est à cette époque que la chanteuse Ruby Starr participe aux tournées du groupe. On peut l’entendre sur leur reprise de la chanson de LaVern Baker Jim Dandy qui a atteint la 25e place dans le classement Hot 100 de Billboard.
Street Party, sorti en 1974, fait perdre de son élan au groupe, cependant, leur autre sortie de l’année, Early Times, enregistrée plus tôt chez Stax, leur fait rattraper le temps perdu. En 1975, Harvey Jett sera remplacé par James Henderson), et le groupe sort deux albums studio : Ain’t Life Grand et le trop méconnu X-Rated. En 1976 sortira l'album en public Live! Mutha, enregistré au Long Beach Auditorium en 1975 et le dernier album studio avec sa formation originelle, Balls of Fire.

### Black Oak
Le groupe devient en 1977 Black Oak à l’initiative de Jim « Dandy » Mangrum et Jimmy Henderson ; les autres membres sont : Greg Reding (guitare et claviers), Jack Holder (guitare), Andy Tanas (basse) et Joel Williams (batterie). Ils sortent deux albums chez Capricorn Race With the Devil en 1977 et I’d Rather Be Sailing en 1978. Cette même année, Shawn Lane, qui n’a alors que 14 ans intègre le groupe part en tournée avec lui pendant quatre ans.
Sorti en 1984, Ready as Hell annonce un son plus lourd à base d’harmoniques pincées et de claviers. Il est aussi l’occasion du retour de Rickie Lee Reynolds à la guitare rythmique. En 1986, The Black Attack Is Back s’inscrit dans la même veine. À cette période, le groupe reprend son nom de Black Oak Arkansas. James Mangrum a jusqu’à aujourd’hui continué à faire des tournées avec différentes formations de Black Oak qui n’ont encore pas égalé le nombre de ventes de la formation originelle du milieu des années 1970. L'album The Wild Bunch sortira en 1999.

### Retour à Atlantic
Le groupe publie un nouvel album chez Atlantic Records/Atco Records le 15 octobre 2013, intitulé Back Thar N' Over Yonder. Il comprend cinq nouveaux mroceaux et dix anciens morceaux inédits datant de 1970, produits par Tom Dowd. Jouent alors Jim « Dandy » Mangrum, Rickie Lee « Risky » Reynolds, Pat « Dirty » Daughtery, et Jimmy « Soybean » Henderson, qui sont rejoints par le batteur Johnnie Bolin, le bassiste George Hughen, le guitare soliste Hal McCormack et le guitariste Buddy Church. Le premier single s'intitule Plugged In and Wired et est publié le 26 août 2013. Le groupe tourne en son soutien, notamment avec un passage au Mexique.

## Membres

### Membres actuels
- Jim Dandy Mangrum - chant, planche à laver (depuis 1965)
- Sammy B. Seauphine - chant, planche à laver (depuis 2015)
- Hal McCormack - guitare solo (depuis 2003)
- George Hughen - basse (depuis 1998)
- Johnnie Bolin - batterie, percussions (depuis 1988)

### Anciens membres
- Stanley Knight - guitare solo, guitares, dobro, claviers, chœurs (1965-1976)
- Rickie Lee Reynolds - guitare rythmique, guitare 12 cordes, chœurs (1965-1977, 1984-2021)  (†)
- Pat Daugherty - basse, chœurs (1965-1976, 2000-2002)
- Harvey Jett - guitare solo, guitares, banjo, piano, chœurs (1965-1974)
- Tommy Aldridge - batterie, percussions (1973-1976)
- Wayne Evans - batterie, percussions (1965-1973)
- James Henderson - guitare solo, guitares, chœurs (1975-1979)
- Marius Penczner - claviers (1975-1977)
- Ruby Starr - chant (1973-1976)
- Greg Reding - guitares, claviers, chœurs (1977-1979)
- Jack Holder - guitares, saxophone, flute, chœurs (1977-1979)
- Andy Tanas - basse, guitare acoustique, chœurs (1977-1980)
- Joel Williams - batterie, percussions (1977-1978)
- Paul Simmons - batterie (1985-1986)
- Kinley Wolfe - basse (1976-1982)
- Chris Craig - batterie (1978-1982)
- Shawn Lane - guitare (1977-1981)
- Jon « Thunder Paws » Wells - batterie (Ready as Hell)
- William Lemuel - basse (Ready as Hell)
- Steve « The Axe » Nuenmacher - guitare solo, guitare rythmique (Ready as Hell)
- Billy Batte - claviers, violon (Ready as Hell)
- Michael Martin - guitare solo (The Black Attack Is Back')
- « Big » Mike Fowler - basse (The Black Attack Is Back)
- Biff Bingham - guitare solo (Ready as Hell, The Black Attack is Back)
- Jerry A. Williams - batterie (Ready as Hell, The Black Attack is Back)
- Danny Leath - guitare solo
- Rocky Athas - guitare solo (1996-2001)
- John Roth - guitare (1986-1987, 1991)

## Discographie

### Albums studio
The Knowbody Else
- 1969 : The Knowbody Else (Stax)
- 2012 : Soldiers of Pure Peace - Démos de maériel original enregistré en 1967.

Black Oak Arkansas
- 1971 : Black Oak Arkansas (Atco)
- 1972 : Keep the Faith (Atco)
- 1973 : If an Angel Came to See You, Would You Make Her Feel at Home? (Atco)
- 1973 : High on the Hog (Atco)
- 1974 : Street Party (Atco)
- 1975 : Ain't Life Grand (Atco)
- 1975 : X-Rated (MCA)
- 1976 : Balls of Fire (MCA)
- 1977 : 10 Yr Overnight Success (MCA)
- 1977 : Race With The Devil  (Capricor)
- 1978 : I'd Rather Be Sailing (Capricorn)
- 1984 : Ready as Hell (Heavy Metal)
- 1986 : The Black Attack Is Back (Heavy Metal)
- 1999 : The Wild Bunch
- 2013 : Back Thar N' Over Yonder (Atco)

### Albums live
- 1973 : Raunch 'N' Roll Live (Atco)
- 1976 : Live! Mutha (Atco)
- 1998 : Live on the King Biscuit Flower Hour 1976 (King Biscuit)
- 2004 : Keep The Faith Live (Disky)
- 2007 : The Complete Raunch' N' Roll Live (Rhino)

### Compilations
- Early Times (Stax 1974)
- The Best of Black Oak Arkansas (Atco 1977)
- Hot and Nasty: The Best of Black Oak Arkansas (Rhino  1993)
- The Definitive Rock Collection (Rhino  2006)
- Hot and Nasty and Other Hits (Rhino  2007)

### Vidéos/ DVD
- Black Oak Arkansas - The First 30 Years
- Black Oak Arkansas: Live At Royal Albert Hall